# アル＝アーディル
アル＝アーディル（アラビア語: الملك العادل سيف الدين أبو بكر محمد بن أيوب 転写：al-Malik al-Ādil Saif al-Dīn Abū Bakr Muḥammad b. Ayyūb、生没年：1145年 - 1218年、在位：1200年 - 1218年）は、アイユーブ朝の第4代スルタン。サラーフッディーンの弟。

通常「スルターン・（アル＝マリク・）アル＝アーディル」などと称される。「アーディル（العادل Al-Ādil）」とはアラビア語の原義では「公正なる者」を意味する。イスラム社会の政治的理念によれば、君主やウンマを統括するような政治的指導者の必須の徳目としてアドル（عدل; adl）「公正（たること）」が第一に挙げられている。

彼の兄サラーフッディーン・ユースフがヨーロッパにおいて「サラディン」と呼ばれたのと同様、彼もラカブのサイフッディーンから「サファディン」と呼ばれる。

## 生涯

### サラーフッディーンの弟として
兄に従って十字軍との戦争で活躍した。第3回十字軍の総司令官・リチャード1世と交渉して、和睦を成立させたのはアーディルの手腕によるものである。
1145年に誕生。この時期、父アイユーブはザンギーからバールベクの統治を任されており、彼もバールベクで産まれた可能性が高い。記録は残っていないが当時のムスリムの一般的な慣習からすれば、1159年頃成人して帯剣するようになったと思われる。

兄サラーフッディーンとともに叔父シールクーフに従い1168年の第三回エジプト遠征に従軍。そのままエジプトにとどまり、兄の名代としてエジプトを統治していた。1174年、ファーティマ朝残党が上エジプトで反乱を起こした際、これを鎮圧。

1177年、サラーフッディーンが新たな艦隊の建造を命じ、アーディルは新設の「艦隊庁」の長官に任じられ80隻の艦隊を揃えた。なお、提督としてエジプト艦隊の指揮を取ったのはアーディルの家令であったフサームッディーン・ルゥルゥであった。

サラーフッディーンの対十字軍戦争に援軍の要請があり、1183年にはエジプト軍を率いてカラク攻撃に合流。アーディルはアレッポの統治権を所望してサラーフッディーンがこれを認めたため、この後アーディルはアレッポに移ったが、すぐにエジプトで問題が起こったためカイロに舞い戻っている。

1187年のヒッティーンの戦いの後は兄と合流し、エジプト軍を率いて十字軍との戦いに身を投じた。

第3回十字軍に際してはアッカ攻防などに参加。最終的には和平交渉を受け持ち、リチャードとの和約を実現させた。
なお、1183年6月11日、アレッポを征服したサラーフッディーンは、当初、アレッポを中心とした北シリアの領主に、自身の愛する息子ザーヒル・ガーズィーを据えた。しかしそのちょうど6箇月後、サラーフッディーンはアレッポを弟のアーディル・アブー･バクルに統治させた。これにはアーディルをなだめ、急拡大した自身の支配領域を安定化させようという意図があったものと推測されている。しかし、その3年後（1186年）には再びザーヒルにアレッポを与え、アーディルをエジプトに配置した。アレッポの統治権をめぐるこれら一連の混乱は、1193年にサラーフッディーンの死去以後、9年間に及ぶアーディルとザーヒルの間の対立の原因になった。

### アイユーブ朝の内紛
兄の死後、兄の遺児たちによる権力闘争が始まると、アーディルはこれに巧みに介入して兄の長男であるアル＝アフダルを追放したうえで、1200年にスルタンとして即位した。
兄が亡くなると彼はカラクを保有。他にアレッポをサラーフッディーンの三男ザーヒル、エジプトを同次男アズィーズが確保している。曲折を経た後アーディルはダマスカスのアフダルと組んで、シリアを伺うエジプトのアズィーズと対抗することにした。シリアへのアズィーズの二度の攻撃を退けた後、彼はエジプトに乗り込んでアズィーズを抱き込み、反アフダルに転じてダマスカスをアフダルから無血で奪取し、アフダルをサルハドへ追放する。

1198年にアズィーズが落馬事故が原因で死去すると、エジプトの武将たちの要請を受けてアフダルが追放先のサルハドからエジプトに乗り込んだ。アフダルはアズィーズの子マンスールの後見人としてエジプトの実権を握り、すぐにアレッポのザーヒルと結んでアーディルの確保するダマスカス攻撃を目論んだ。これを知るとアーディルは戦闘中だったマールディーン包囲戦を息子カーミルに任せ、すぐさま取って返した。結局アフダルによるダマスカス攻撃は失敗に終わり、アーディルはこの機を見てエジプトへ侵攻した。アフダルはこれを撃退すべくサーニフに布陣するが、あっけなく敗れ、エジプトを掌握したアーディルはスルターンとして即位し、アフダルは再び地方の都市を与えられて追放された。

### スルターン・アル＝マリク・アル＝アーディル
1200年、エジプトとダマスカスを押さえスルターンとして即位したアーディルであるが、未だ北方の大都市アレッポは兄の三男ザーヒルのもとにあり、エジプトに従っておらず、1201年にはザーヒルはモスルのザンギー朝君主と組んでシリアのアーディル領の攻撃を試みている。翌1202年、アーディルのハマー攻撃によってようやくザーヒルはアーディルとの和議に応じ、アイユーブ朝はサラーフッディーンの死後およそ9年ぶりに安定を見た。
アーディルはザンギー朝やアルメニア王国、ルーム・セルジューク朝との対抗のため、十字軍国家には比較的融和的であり、3度の休戦協定の締結を行い、それを順守している。また、ヴェネツィア共和国やピサ共和国との交易による経済交流など、アイユーブ朝の平和と発展に尽力した。

しかし1218年第5回十字軍の侵攻によって平和は破られ、アーディルは十字軍の侵攻にともなう心労により衰弱し、まもなく死去したと言われている。74歳没。彼は生前に息子たちに領地を分け与えており、スルターン位とエジプトを長男のアル＝カーミル、ダマスカスをアル＝ムアッザム、ジャズィーラなどの北方地域をアル＝アシュラフがそれぞれ継いだ。

## 評価
イブン・アル＝アシールはアーディルを以下のように評している。

「彼は賢明かつ良識があり、狡知と策略に長け、忍耐強く、温和で、艱難辛苦に耐えた。自身を不快にさせることも耳に入れ、例え謂れ無きことであってもそれを意に介さなかった。必要とあらばすぐさま激怒し、手段を選ばなかったが、必要のない時はその限りではなかった」
マクリーズィーのアーディル評は以下のとおり。

「彼の品行は賞賛に値し、彼の信仰心は音に聞こえていた。外交と雑務の処理に巧みであり、経験からよく学んでいたために見通しは明るく、物事を成功に導くことができた。相手とあからさまに敵対することを賢明とは見なさず、むしろ策謀と調略を好んだ」

## 人物・逸話
- 第三回エジプト遠征の際、父アイユーブに遠征に使う財布を借りに行ったところ、アイユーブは「エジプトで一財産手に入れたら、これを金で一杯にして私に返してくれよ」と冗談めかして言った。一年半の後、アイユーブがエジプトに到着してこの財布のことを訪ねたので、アーディルはエジプトの質の悪い貨幣を詰め、その上に良質の金貨をかぶせて下の質の悪い貨幣が見えないようにして渡した。アイユーブはこれを見て「お前はエジプト人からどうやって悪貨を相手につかませるか学んだのか」と言ったという。これはアーディル自身が好んだ一種の冗談のようである[26][27]。
- 兄サラーフッディーンは、アーディルを特に信用しており、彼との相談なしに何ら重要な決定をすることはなかったと言われる[28]。
- 前述のようにリチャード1世との外交交渉を担当していたが、もとより戦場でリチャード1世に駿馬を贈るなど個人的に親交が深く、交渉中に更に気に入られて[29]リチャードの妹ジョーンを妻に娶るように提案された。サラーフッディーンも同意を示したが、結局はジョーン本人の激怒と反対で実現しなかった[30][31]。
- 大食らいで、焼いた羊まるまる一頭をたいらげることができたという[25]。
- 狡知に長けエジプトの平和を守った一方、マクリーズィーによれば即位後はかなり豪勢な生活をしていたようで、禁欲的と評される兄とは逆の評価を得ている[25]。